# Aleyrac
Aleyrac är en kommun i departementet Drôme i regionen Auvergne-Rhône-Alpes i sydöstra Frankrike. Kommunen ligger i kantonen Dieulefit som tillhör arrondissementet Nyons. År 2022 hade Aleyrac 53 invånare.

## Befolkningsutveckling
Antalet invånare i kommunen Aleyrac
Referens:INSEE